# Katholische Pfarrkirche Kukmirn

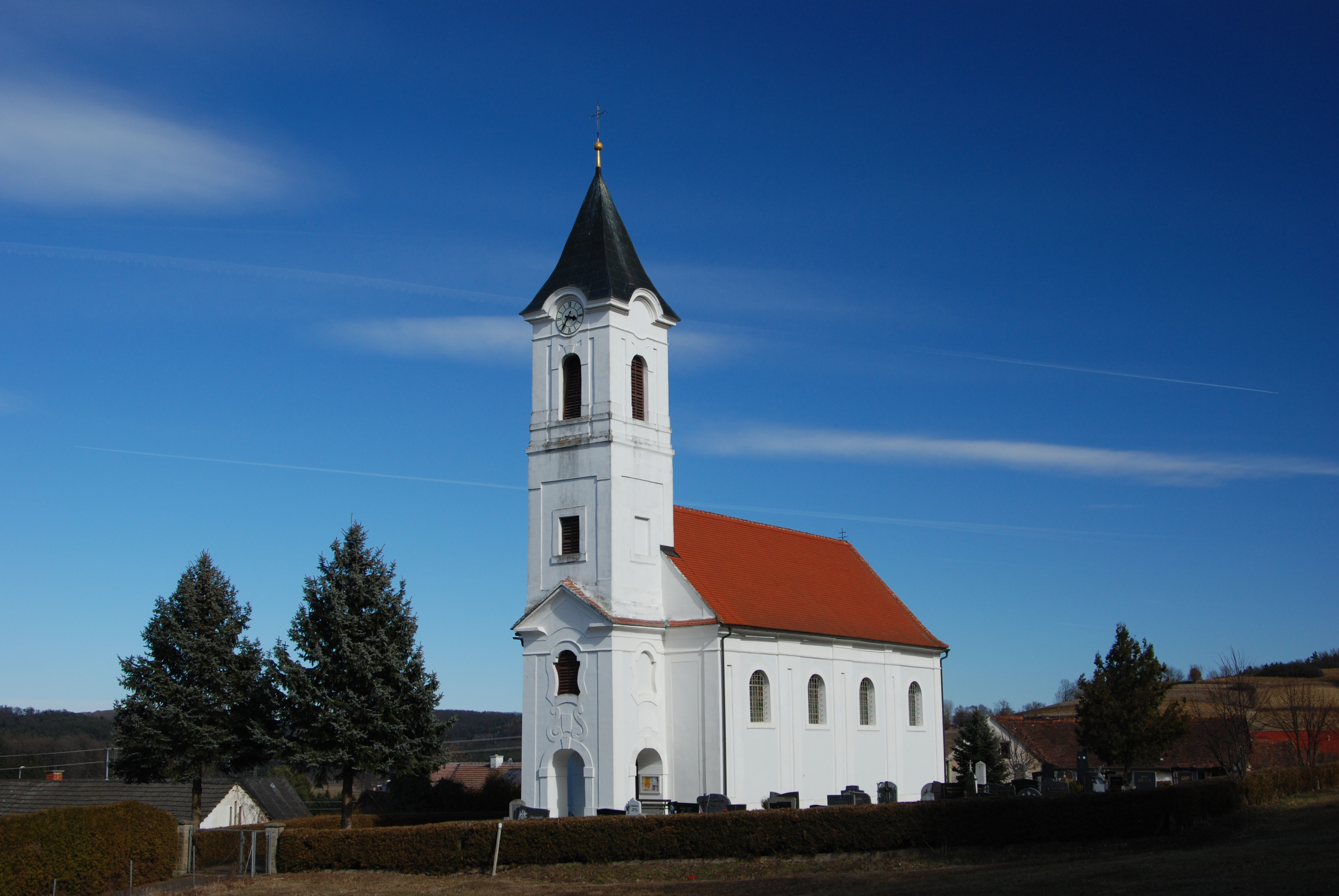
Pfarrkirche Kukmirn

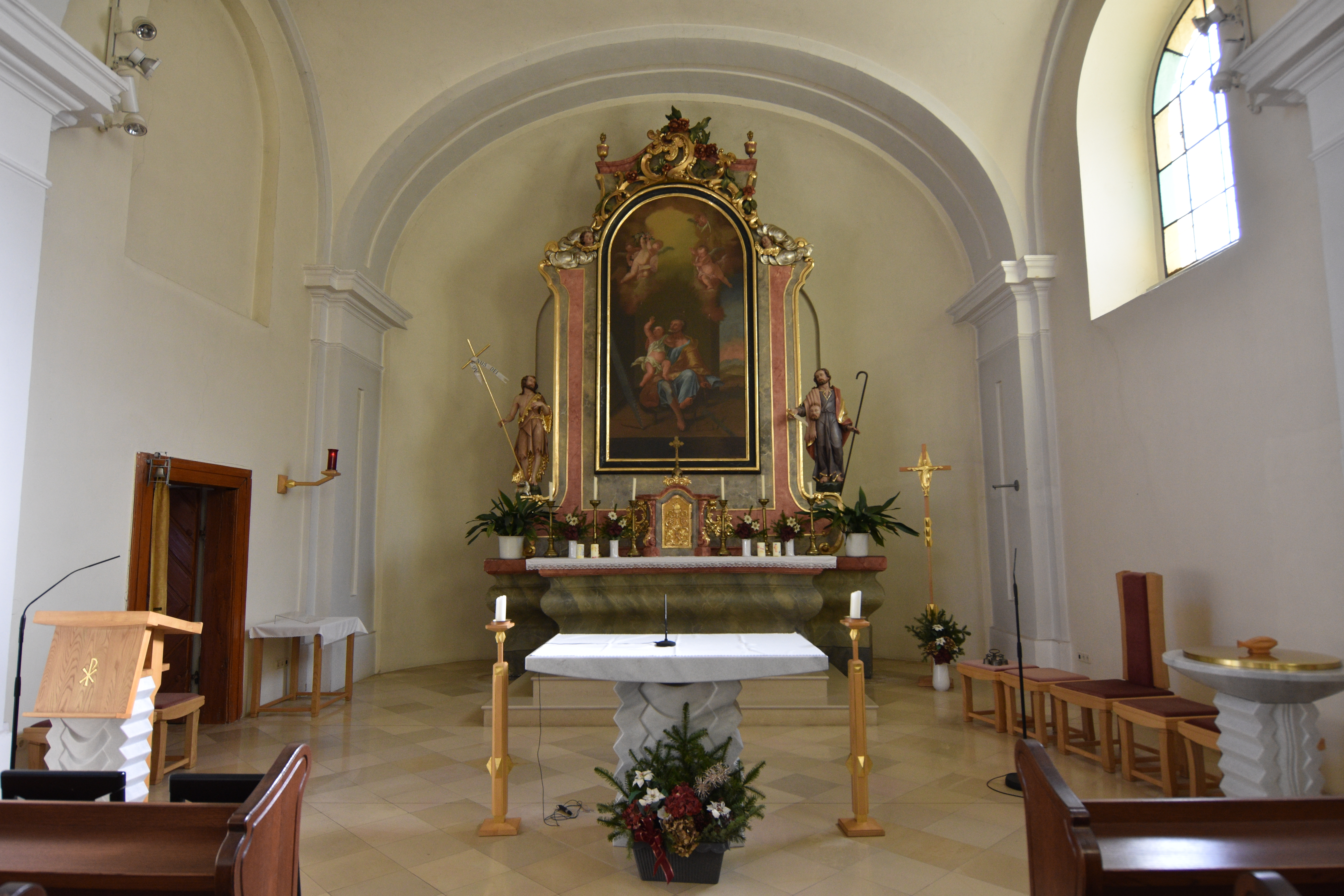
Der Altarraum

Die römisch-katholische Pfarrkirche Kukmirn steht auf halbem Hang südlich über der Marktgemeinde Kukmirn im Bezirk Güssing im Burgenland. Sie ist dem heiligen Josef gewidmet und gehört zum Dekanat Güssing der Diözese Eisenstadt. Die Kirche steht unter Denkmalschutz (Listeneintrag).

## Geschichte
Die Pfarre Kukmirn existiert bereits seit dem Mittelalter. Der erste Vorgängerbau, dem heiligen Johannes der Täufer gewidmet, wurde urkundlich erstmals 1356 erwähnt und stand östlich des Ortes im Zickwald. Vom zweiten Bau wurden Grundmauern in den Kirchenäckern gefunden. Der dritte Bau wurde 1697 erstmals urkundlich erwähnt und war dem heiligen Markus gewidmet. Dieser stand etwa einen Kilometer östlich des Ortes. Die heutige Kirche wurde als spätbarocker Bau in den Jahren 1760 bis 1765 errichtet. Eine Restaurierung erfolgte in den Jahren 1974 bis 1976.

## Architektur
Das Gotteshaus hat einen vorgebauten, dreigeschoßigen Turm in der Westfassade. Er wird von einem Spitzhelm bekrönt. Das Erdgeschoß des Turmes ist als offene Vorhalle ausgebildet. Am Fassadengiebel ist der Rest einer lateinischen Inschrift zu erkennen: „HAEC ECCLESIA | AEDIFICARI COEP(TA?) ANNO 1760 | CONSUMATA EST ANO 1765 CURA ET | INDUSTRIA A(dmodum) R(everendi) D(omini) FERDINANDI WAGNER |“ (deutsche Übersetzung: „Dieser Kirchenbau wurde 1760 begonnen und wird im Jahr 1765 durch Pflege und Handwerk vom Hochwürden Ferdinand Wagner beendet werden“). 
An das Schiff schließt ein gleich breiter Polygonalchor an. Das Langhaus ist dreijochig und hat ein Tonnengewölbe mit Stichkappen. Die dreiachsige Empore hat eine vorgebauchte Brüstung. Der Triumphbogen steht auf Doppelpilastern. Im Chorjoch ist ein Platzlgewölbe, in der Apsis ein Kappengewölbe.

## Ausstattung

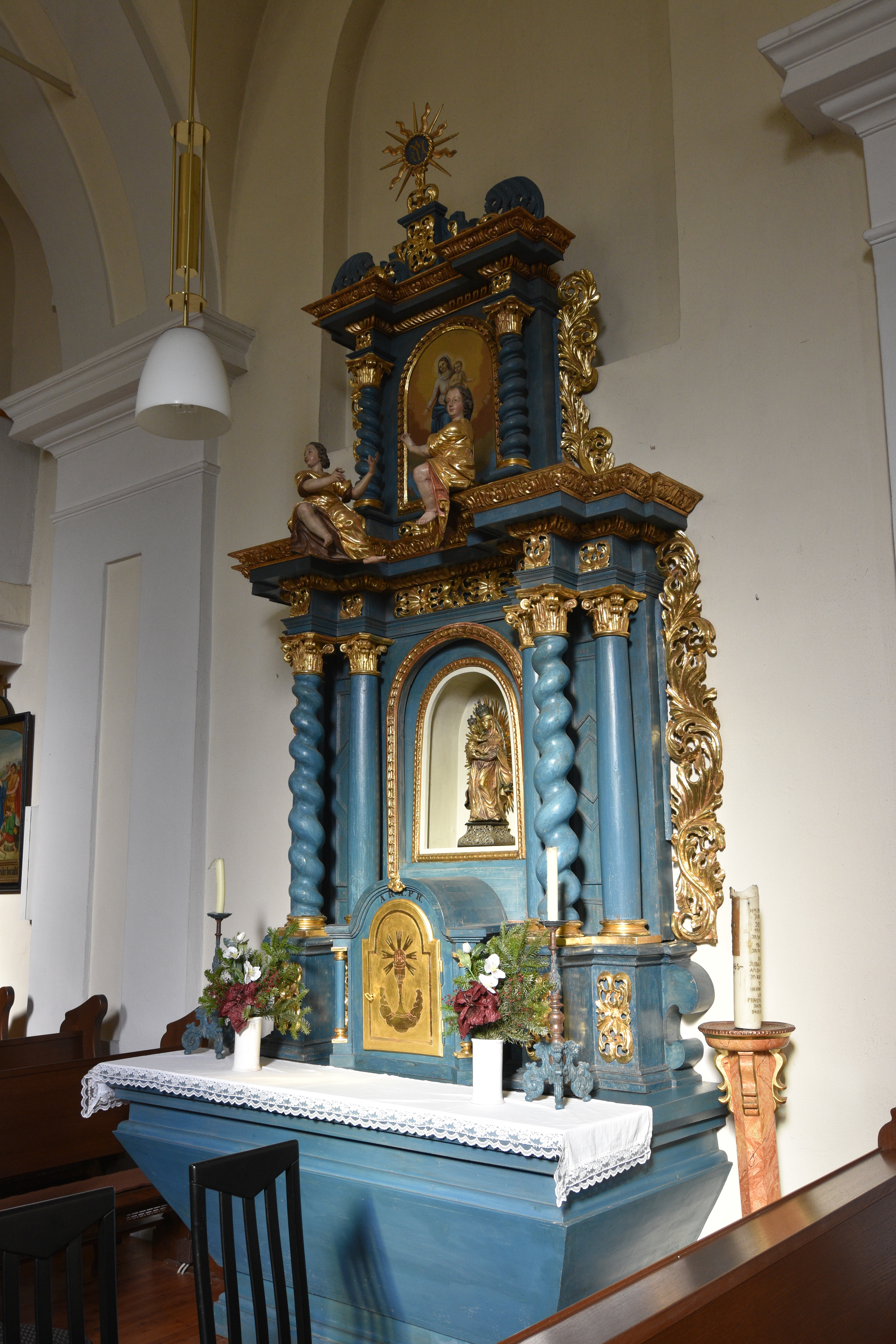
Der Seitenaltar

Der Hochaltar wurde um 1770 geschaffen. Das Altarbild, welches um 1770 von einem Künstler namens Rohrer geschaffen und 1887 restauriert wurde, zeigt den heiligen Josef. Das Bild wird flankiert von dem heiligen Johannes der Täufer und dem heiligen Bartholomäus. Der Seitenaltar aus dem 17. Jahrhundert ist ein Nischenaltar mit zum Teil gedrehten Säulen. Die aus Kupfer getriebene Madonnenfigur entstand 1765.
Die Orgel aus 1828 mit 8 Registern wurde von Adalbert Dorner gebaut.